# Podgrad, Gornja Radgona
Podgrad je naselje v Občini Gornja Radgona.